# Ola Hansson
Ola Hansson (12. listopadu 1860 Hönsinge, Švédsko – 26. září 1925, Büyükdere, Turecko) byl švédský básník, prozaik a kritik.  

## Životopis
Narodil se v rodině Hanse Hanssona (Nilssona) 1813–1887 a Karny roz. Jönsdotter (1824–1898). Jeho sourozenci byli: Per (1840–1910), Sissa Larsson (1842–1876), Hanna Andersson (1847–1913), Nils (1850–1929), Jöns (1853–1902), Lars (1855–1889) a Hans (1857–1928). S manželkou Catharinou roz. Mohrovou, (pseudonym Laura Marholmová) 1854–1928, měl syna Ola (1890).
V roce 1882 promoval na Lund University s bakalářským titulem z filozofie a humanitních věd. Svá první díla, Dikter a Notturno publikoval v letech 1884 a 1885. Vyjádřil v nich oslavu přírodních krás a lidové kultury své rodné provincie Skåne v jižním Švédsku. Vytříbená poezie nezapadala do švédského realismu 80.–90. let 19. století a získala jen malou pozornost. Hansson navázal dekadentním dílem Sensitiva Amorosa (1887), sbírkou morbidních, erotických skečů, které šokovaly Švédsko své doby. Reakce veřejnosti byla tvrdá a Hansson odešel ze své země do Německa v roce 1889. Poté po zbytek života žil v zahraničí, mj. ve Švýcarsku a Turecku. Zemřel v Turecku, pohřben v Norra kyrkogården v Lundu.

### Literární tvorba
Po roce 1887 se prohlásil za stoupence nietzscheovských myšlenek, tento názor zveřejnil cyklem básní Ung Ofegs visor (1892). Ty přeložil do angličtiny George Egerton a vydal John Lane pod názvem Young Ofeg's Ditties (1895). Zde vyjádřil své pohrdání obecným davem a víru v Übermensch. Hansson se spolu s Georgem Brandesem zasloužil o to, že upozornili na Nietzscheho práce v Německu, a také pomohl propagovat Strindbergovu práci v německých časopisech v době, kdy nebyla ve Švédsku oceněna. Oba muži se však stali nepřáteli poté, co se Strindberg v roce 1892 přestěhoval do Berlína.
Během pobytu v Německu psal a publikoval díla v němčině, dánštině a švédštině, například Fatalistische Geschichten, která vyšla téhož roku v dánštině pod názvem Skæbnenoveller. V tomto období vyšla v němčině také díla Im Huldrebann, Meervögel, Der Weg zum Leben (také ve švédštině Vägen till lifvet) a Der Schutzengel.
Později v 90. letech 19. století začal Německo nenávidět a jeho nenávist k lidem přerostla do velkých rozměrů, což se projevilo mimo jiné antisemitismem. Krátce se hlásil ke katolicismu. Tyto zvláštnosti ho dále odcizovaly tehdejšímu Švédsku. Určitého uznání v Německu se mu dostalo díky jeho německé manželce, která Hanssonovo dílo rozšířila mezi širší publikum.

### Odkaz
Hansson byl produktivním spisovatelem, průkopníkem moderní švédské poezie, ale jeho dílo je nevyrovnané. Přetvořil přírodní poezii; někdy bývá označován za jediného ze švédských básníků konce 19. století, který skutečně absorboval vliv francouzského symbolismu a nálady "fin-de-siècle". 
V roce 1906 publikoval Vilhelm Ekelund, významný básník následující generace, básnickou skladbu, v níž ho oslavuje jako obdobu Pindara, barda své provincie a básnického předchůdce. Ekelund, stejně jako Hansson, pocházel z venkovské jižní provincie Skåne a cítil se v opozici vůči literární módě ve Stockholmu; cítil, že ta Hanssona zavrhla a vyhnala ho do exilu. Od tohoto okamžiku začal být přehodnocován a objevilo se vydání jeho sebraných spisů. Zůstal vzývaným hrdinou skandinávských spisovatelů.
V roce 1923 mu bylo jako prvnímu uděleno Gustaf Frödings stipendium na památku Gustafa Frödinga, udělované Uppsala studentkår  (Studentskou unií). 
Na Hanssonově rodném domě v Hönsinge byl postaven památník. Jeho jméno je vyryto na balkoně Velkého sálu na zámku AF (Akademiska Föreningens) v Lundu.

## Dílo

### Beletrie
- Dikter. Stockholm: Hæggström. 1884. Libris 31108
- Notturno: dikter. Stockholm: Hæggström. 1885. Libris 1597491
- Sensitiva amorosa. Helsingborg: Österling. 1887. Libris 1498004
- Parias: fatalistische Geschichten. Berlin. 1890. Libris 2315507 – Samma år på danska. På svenska först i Samlade skrifter. 3
- Alltagsfrauen: ein Stück moderner Liebespsychologie. Berlin: Fischer. 1891. Libris 2322122 – På svenska först med titel: Tidens kvinnor. 1914
- Ung Ofegs visor. Stockholm: Bonnier. 1892. Libris 1623127 Ung Ofegs visor på Projekt Runeberg
- Kärlekens trångmål. Stockholm: Bonnier. 1892. Libris 498837
- Amors hevn; Før giftermålet: noveller. Kristiania. 1893. Libris 9619505 – Amors hevn på svenska med titel: Amors hämnd i: Vägen till lifvet. 1896 – Før giftermålet med titel: Före giftermålet. 1901. Före giftermålet på Projekt Runeberg
- Fru Ester Bruce: roman. Kristiania. 1893. Libris 9619504 Fru Ester Bruce på Projekt Runeberg
- Fru Ester Bruce: roman. Stockholm: Bonnier. 1900. Libris hrr59ltsf29l4bnl
- Reisen hjem: en ungdoms- og vandringsfortælling. Kristiania. 1894. Libris 9619506 – På svenska först med titel: Resan hem. 1895
- En uppfostrare. Stockholm: Bonnier. 1895. Libris 12765561
- Vägen till lifvet. Kristiania: Aschehoug. 1896. Libris 31105 Vägen till lifvet på Projekt Runeberg
- Kåserier i mystik. Stockholm: Bonnier. 1897. Libris 569413
- Dikter på vers och prosa: från hemma och ute (1884–1901). Stockholm: Bonnier. 1901. Libris 305511
- Före giftermålet. Stockholm: Bonnier. 1901. Libris 14635466
- Det förlofvade landet. Stockholm: Bonnier. 1906. Libris 498839 Det förlofvade landet på Projekt Runeberg
- Nya visor. Stockholm: Bonnier. 1907. Libris 305008 Nya visor på Projekt Runeberg
- På hemmets altare. Stockholm: Bonnier. 1908. Libris 305009 På hemmets altare på Projekt Runeberg
- Rustgården. Malmö: Framtiden. 1910. Libris 305433 Rustgården på Projekt Runeberg
- Folkens visor 1881–1911. Stockholm: Tiden. 1911. Libris 1634368 Folkens visor 1881–1911 på Projekt Runeberg
- Psyke och hemma. Stockholm: Tiden. 1925. Libris 1474810
- Ur minnet och dagboken: ur författarens efterlämnade manuskript. Stockholm: Tiden. 1926. Libris 1331320 – Utgivna av Emy Ek
- Slättbyhistorier. Stockholm. 1927. Libris 305472 – Innehåll: Studentliv; Ungdom. Ur författarens efterlämnade manuskript utgivna av Emy Ek
- Från de döda: novell. Stockholm: Tiden. 1960. Libris 1497083

### Různé
- Literära silhouette. 1, A. U. Bååth – Henrik Pontoppidan – Adda Ravnkilde – Albert Gellerstedt – Gustav Esmann – "Ernst Ahlgren" – Gustaf af Geijerstam – Pietari Päivärinta. Stockholm: Z. Hæggströms förlagsexp. i distr. 1885. Libris 1597490
- Friedrich Nietzsche: hans Personlighed og hans System. Christiania. 1890. Libris 2689300 – Oversat og med et Forord af Arne Garborg. – Samma år på tyska. På svenska först i Samlade skrifter. 11. med titel: Det unga skandinavien
- Das junge Skandinavien: vier Essays. Dresden. 1891. Libris 2215731
- Materialismen i skönlitteraturen. Populär-vetenskapliga afhandlingar, 99-2369093-8; 3. Stockholm: Bonnier. 1892. Libris 729416 – Verket på Projekt Runeberg
- Tolke og seere: kritiske essays. Kristiania: Aschehoug. 1893. Libris 2336477 – Verket på Projekt Runeberg – På svenska först i Samlade skrifter. 10. med titel: Tolkare och siare
- August Strindbergs och Ola Hanssons brevväxling: 1888–1892. Stockholm: Albert Bonniers förlag. 1938. Libris 561560

### Sebraná vydání a výběry
Samlade skrifter. Stockholm: Tiden. 1919–1922. Libris 305634
1. Dikter och Notturno. 1919. Libris 305636
2. Litterära silhuetter och Materialismen i skönlitteraturen. 1920. Libris 305638
3. Sensitiva amorosa och Parias. 1919. Libris 305640
4. Ung Ofegs visor och Kärlekens trångmål. 1920. Libris 305641
5. Tidens kvinnor. 1920. Libris 305647
6. Fru Ester Bruce och Före giftermålet. 1920. Libris 305642
7. Resan hem. 1920. Libris 305648
8. En uppfostrare. 1920. Libris 305649
9. Vägen till livet och Kåserier i mystik. 1921. Libris 305643
10. Tolkare och siare. 1921. Libris 305650
11. Det unga Skandinavien. 1921. Libris 305639
12. Ur hävden och livet: historiska essayer och studier. 1921. Libris 305635
13. Djur- och människohumoresker och Aforismer och aperçuer. 1921. Libris 305646
14. Dikter på vers och prosa och Det förlovade landet. 1922. Libris 305637
15. Svartkonsten och Nya visor. 1922. Libris 305644
16. På hemmets altare och Dagbok i Frankrike. 1922. Libris 305645

Efterlämnade skrifter i urval. Hälsingborg. 1928–1931. Libris 569405 – Utgivna av Hjalmar Gullberg under medverkan av Axel Herrlin och Albert Nilsson.
Bd 1, Tio år i hövdingatider. 1928. Libris 569407
Bd 2, Skånskt åttiotal och sista resedikter. 1930. Libris 569410
Bd 3, Litterär kritik: åttiotalet. 1930. Libris 569406
Bd 4, Litterär kritik: nittiotalet 1890–1892. 1931. Libris 569408
Bd 5, Litterär kritik: nittiotalet 1893–1894. 1931. Libris 569409
- Valda dikter. Stockholm: Tiden. 1943. Libris 498838 – Urval och inledning av Hjalmar Gullberg.
- Husvill och andra berättelser. Stockholm: Tiden. 1960. Libris 12070 – I urval av Stellan Ahlström.
- Dikter. FIB:cs lyrikklubbs lilla serie, 0346-7767; 5FIB:s lyrikklubbs bibliotek, 0425-5232; 163. Stockholm: FIB: s lyrikklubb. 1972. Libris 826078 – Urval och inledning av Östen Sjöstrand
- Vitt över världen ---: poesi och prosa. Trend pocket, 99-0106035-4. Stockholm: Rabén & Sjögren. 1977. Libris 7234005 – I urval med inl. av Hans Levander
- Tryckt och otryckt [Urval] Görgen Antonsson. Borås: Rabalder. 1981. Libris 276782. 1. Libris 276783. 2. Libris 276784
- Man skriver om himmelriket när man har helvetet inom sig: valda brev. Lund: Bakhåll. 1990. Libris 908147 – Urval och kommentarer av Görgen Antonsson.
- Lyrik och essäer. Svenska klassiker / utgivna av Svenska akademien, 99-2090989-0. Stockholm: Atlantis. 1997. Libris 7644610 – Under redaktion av Ingvar Holm och med inledning av Ulf Linde.

### Zdroje
- Hansson, Ola i Nordisk familjebok (andra upplagan, 1909)